# Скарбничка (фільм)
«Скарбничка» — радянський художній двосерійний телефільм 1980 року, знятий на Кіностудії ім. О. Довженка, за однойменним водевілем Ежена Лабіша.

## Сюжет
Провінційний рантьє Шамбурсі зі своєю сім'єю і друзями приїжджає в місто з метою весело прогуляти карткові виграші, які відкладалися протягом року в скарбничку. На частку героїв фільму випадає чимало веселих пригод, які щасливо завершилися в будинку «короля шлюбних справ» Кокареля.

## У ролях
- Михайло Свєтін — Шамбурсі
- Людмила Арініна — Леоніда, тітонька Бланш, що не втрачає надії вийти заміж
- Роман Ткачук — Кордебуа, аптекар
- Григорій Абрикосов — Колладан
- Віра Новикова — Бланш, дочка Шамбурсі
- Юрій Ніфонтов — Фелікс, жених Бланш
- Зиновій Гердт — оповідач
- Анатолій Ромашин — Кокарель
- Ігор Дмитрієв — Бешю, начальник поліції
- Ернст Романов — Бенжамен, адміністратор в ресторані
- Анатолій Хостікоєв — Сільвен, син Колладана
- Дмитро Брянцев — епізод
- Юрій Авшаров — епізод
- Лев Перфілов — поліцейський
- Ніна Ільїна — служниця Розі
- Борис Романов — епізод
- Борис Астанков — епізод
- Зоя Біла — епізод
- Дмитро Гурандо — епізод
- В'ячеслав Котенко — епізод
- Михайло Крамар — Джозеф, слуга Кокареля
- Дмитро Мухарський — епізод
- Віктор Панченко — епізод
- Віктор Плотников — епізод
- Олена Сергієнко — епізод
- Сергій Шеметило — епізод
- Вікторія Камінчек — епізод
- Тетяна Тимировська — епізод
- Олег Трофімов — епізод
- Наталія Шевченко — епізод
- Сергій Брянцев — епізод
- Ксенія Ніколаєва — дочка графині Кордебуа, гостя Кокареля
- Віктор Андрієнко — епізод
- Марія Капніст — клієнтка Кокареля, графиня

## Знімальна група
- Режисери-постановники — Михайло Григор'єв, Володимир Савельєв
- Сценарист — Михайло Григор'єв
- Оператор-постановник — Фелікс Гілевич
- Композитор — Тихон Хрєнников
- Художники-постановники — Лариса Жилко, Віктор Жилко
- Режисер — Микола Полешко
- Оператор — Аркадій Першин; асистенти оператора — Володимир Тимченко, А. Чубов
- Звукооператор — Галина Калашникова
- Режисер монтажу — Ганна Брюнчугіна
- Художник по костюмах — Ірина Бойчук
- Художник по гриму — Е. Кузьменко
- Комбіновані зйомки — художник: Михайло Полунін, оператор: М. Бродський
- Редактор — Олександр Кучерявий
- Директор картини — Олег Пікерський